# Чорноліска
Чорноліска — колишнє село в Україні, підпорядковувалося Цибулівській сільській раді Знам'янського району Кіровоградської області.
Виключене з облікових даних рішенням Кіровоградської обласної ради від 7 квітня 2006 року.

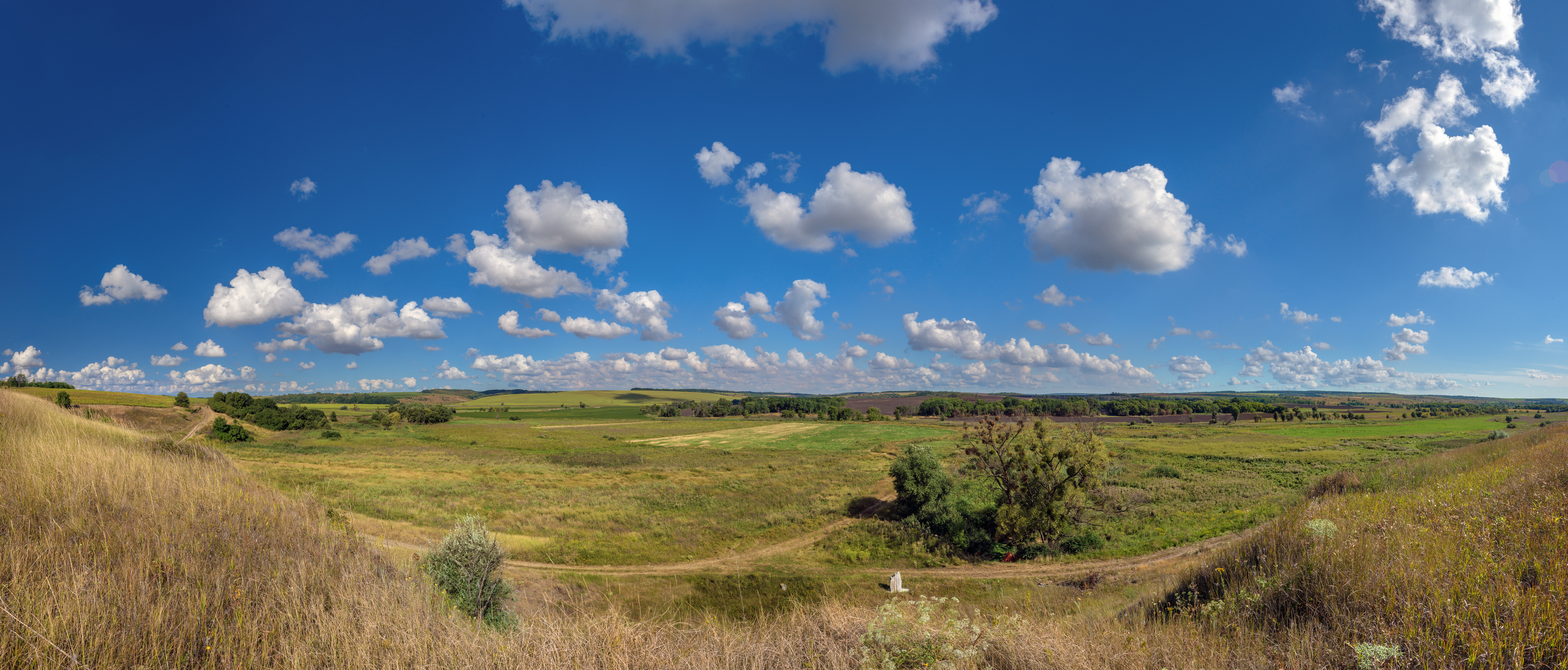
Панорама на долину де було зняте з обліку село Чорноліска (вид з півдня).

## Населення
Згідно з переписом УРСР 1989 року чисельність наявного населення села становила 31 особа, з яких 12 чоловіків та 19 жінок.
За переписом населення України 2001 року в селі мешкало 7 осіб. 100 % населення вказало своєю рідною мовою українську мову.